# Circuit féminin de l'ITF 2019
Pour un article plus général, voir Circuit féminin de l'ITF.
Le circuit féminin de l'ITF 2019 est la saison 2019 du circuit de tennis féminin organisé par l'ITF. Il représente l'échelon inférieur du circuit professionnel, derrière le WTA Tour. Les tournois qui le composent sont dotés de 15 000 à 100 000 $ et incluent ou non l'hébergement.

## Résultats
| 100 000 $ et 100 000 $ +H |
| 80 000 $ et 80 000 $ +H   |
| 60 000 $ et 60 000 $ +H   |
| 25 000 $ et 25 000 $ +H   |
| 15 000 $ et 15 000 $ +H   |

Source: (en) Site officiel de l'ITF Women's Circuit 2019

### Janvier
| Date        | Lieu du tournoi     | Surface      | Dotation  | Vainqueur             | Finaliste            | Score           |
| ----------- | ------------------- | ------------ | --------- | --------------------- | -------------------- | --------------- |
| 31 décembre | Playford            | Dur          | 25 000 $  | Anna Kalinskaya       | Elena Rybakina       | 6-4, 6-4        |
| 31 décembre | Hong Kong 1         | Dur          | 25 000 $  | Daria Lopatetska      | Barbora Štefková     | 6-4, 6-2        |
| 7 janvier   | Hong Kong 2         | Dur          | 25 000 $  | Daria Lopatetska      | Ma Shuyue            | 6-4, 6-3        |
| 7 janvier   | Fort-de-France      | Dur          | 15 000 $  | Vladica Babić         | Alice Tubello        | 6-4, 6-2        |
| 7 janvier   | Monastir 1          | Dur          | 15 000 $  | Anastasiya Komardina  | Angelica Moratelli   | 6-4, 6-1        |
| 14 janvier  | Petit-Bourg         | Dur          | 25 000 $  | Urszula Radwańska     | Ana Sofía Sánchez    | 6-1, 2-6, 6-1   |
| 14 janvier  | Singapour 1         | Dur          | 25 000 $  | Ankita Raina          | Arantxa Rus          | 6-3, 6-2        |
| 14 janvier  | Daytona Beach       | Dur          | 25 000 $  | Anna Bondár           | Françoise Abanda     | 63-7, 7-65, 7-5 |
| 14 janvier  | Monastir 2          | Dur          | 15 000 $  | Anastasiya Komardina  | Fiona Ganz           | 6-1, 6-0        |
| 21 janvier  | Burnie              | Dur          | 60 000 $  | Belinda Woolcock      | Paula Badosa Gibert  | 7-63, 7-64      |
| 21 janvier  | Andrézieux-Bouthéon | Dur (int.)   | 60 000 $  | Rebecca Šramková      | Audrey Albié         | 6-2, 64-7, 6-2  |
| 21 janvier  | Kazan               | Dur (int.)   | 25 000 $  | Varvara Flink         | Anastasia Gasanova   | 6-2 ab.         |
| 21 janvier  | Singapour 2         | Dur          | 25 000 $  | Zhu Lin               | Han Na-lae           | 6-2, 6-3        |
| 21 janvier  | Plantation          | Terre battue | 25 000 $  | Hailey Baptiste       | Anna Bondár          | 5-7, 7-66, 6-2  |
| 21 janvier  | Charm el-Cheikh 1   | Dur          | 15 000 $  | Magali Kempen         | Simona Waltert       | 5-7, 6-3, 6-3   |
| 21 janvier  | Stuttgart           | Dur (int.)   | 15 000 $  | Laura-Ioana Andrei    | Anastasia Kulikova   | 6-3, 6-1        |
| 21 janvier  | Manacor 1           | Terre battue | 15 000 $  | Ioana Loredana Roșca  | Rebeka Masarova      | 6-2, 6-0        |
| 21 janvier  | Monastir 3          | Dur          | 15 000 $  | Mirjam Björklund      | Gozal Ainitdinova    | 6-2, 7-5        |
| 28 janvier  | Midland             | Dur (int.)   | 100 000 $ | Caty McNally          | Jessica Pegula       | 6-2, 6-4        |
| 28 janvier  | Launceston          | Dur          | 60 000 $  | Elena Rybakina        | Irina Khromacheva    | 7-5, 3-3 ab.    |
| 28 janvier  | Jodhpur             | Dur          | 25 000 $  | Miharu Imanishi       | Jodie Anna Burrage   | 6-3, 3-6, 6-3   |
| 28 janvier  | Charm el-Cheikh 2   | Dur          | 15 000 $  | Simona Waltert        | Oona Orpana          | 6-1, 6-3        |
| 28 janvier  | Manacor 2           | Terre battue | 15 000 $  | Marina Bassols Ribera | Ioana Loredana Roșca | 6-3, 6-4        |
| 28 janvier  | Monastir 4          | Dur          | 15 000 $  | Lou Brouleau          | Estelle Cascino      | 3-6, 6-0, 6-3   |
| 28 janvier  | Antalya 1           | Terre battue | 15 000 $  | Viktoriia Dema        | Daniela Vismane      | 4-6, 6-3, 6-3   |

### Février
| Date       | Lieu du tournoi   | Surface             | Dotation | Vainqueur           | Finaliste             | Score          |
| ---------- | ----------------- | ------------------- | -------- | ------------------- | --------------------- | -------------- |
| 4 février  | Grenoble          | Dur (int.)          | 25 000 $ | Vitalia Diatchenko  | Harmony Tan           | 6-1, 6-4       |
| 4 février  | Trnava 1          | Dur (int.)          | 25 000 $ | Lucie Hradecká      | Kristína Kučová       | 6-4, 3-6, 7-60 |
| 4 février  | Charm el-Cheikh 3 | Dur                 | 15 000 $ | Mayar Sherif        | Simona Waltert        | 6-4, 1-6, 6-3  |
| 4 février  | Majorque          | Terre battue        | 15 000 $ | Júlia Payola        | Laura Pigossi         | 6-2, 6-4       |
| 4 février  | Monastir 5        | Dur                 | 15 000 $ | Lara Michel         | Miriam Bianca Bulgaru | 6-2, 6-3       |
| 4 février  | Antalya 2         | Terre battue        | 15 000 $ | Yuki Naito          | Joanne Züger          | 6-2, 3-6, 6-3  |
| 11 février | Shrewsbury        | Dur (int.)          | 60 000 $ | Vitalia Diatchenko  | Yanina Wickmayer      | 5-7, 6-1, 6-4  |
| 11 février | Trnava 2          | Dur (int.)          | 25 000 $ | Isabella Shinikova  | Denisa Allertová      | 6-1, 6-3       |
| 11 février | Surprise          | Dur                 | 25 000 $ | Sesil Karatantcheva | Coco Gauff            | 5-7, 6-3, 6-1  |
| 11 février | Port Pirie        | Dur                 | 15 000 $ | Lulu Sun            | Jennifer Elie         | 6-2, 6-3       |
| 11 février | Charm el-Cheikh 4 | Dur                 | 15 000 $ | Anna Morgina        | Laura Pigossi         | 6-3, 6-2       |
| 11 février | Chimkent 1        | Dur (int.)          | 15 000 $ | Kamilla Rakhminova  | Anastasia Tikhonova   | 6-2, 6-3       |
| 11 février | Monastir 6        | Dur                 | 15 000 $ | Marta Leśniak       | Andrea Lázaro García  | 2-6, 6-0, 6-0  |
| 11 février | Antalya 3         | Terre battue        | 15 000 $ | Maryna Chernyshova  | Yuki Naito            | 7-63, 2-6, 6-2 |
| 18 février | Kyoto             | Dur (int.)          | 60 000 $ | Ylena In-Albon      | Zhang Kai-Lin         | 6-2, 6-3       |
| 18 février | Altenkirchen      | Moquette (Int.)     | 25 000 $ | Ma Shuyue           | Maryna Zanevska       | 6-4, 5-7, 7-5  |
| 18 février | Glasgow           | Dur (int.)          | 25 000 $ | Jessika Ponchet     | Mariam Bolkvadze      | 6-3, 6-1       |
| 18 février | Rancho Santa Fe   | Dur                 | 25 000 $ | Nicole Gibbs        | Kristie Ahn           | 6-3, 6-3       |
| 18 février | Perth             | Dur                 | 15 000 $ | Lulu Sun            | Jennifer Elie         | 7-61, 6-3      |
| 18 février | Nanchang 1        | Terre battue (int.) | 15 000 $ | Lu Jiaxi            | Mei Yamaguchi         | 7-63, 6-2      |
| 18 février | Charm el-Cheikh 5 | Dur                 | 15 000 $ | Magali Kempen       | Dasha Ivanova         | 6-3, 6-4       |
| 18 février | Chimkent 2        | Dur (int.)          | 15 000 $ | Daria Kruzhkova     | Anastasia Zakharova   | 6-3, 2-6, 6-1  |
| 18 février | Monastir 7        | Dur                 | 15 000 $ | Mirjam Björklund    | Déspina Papamichaíl   | 1-6, 7-63, 6-3 |
| 18 février | Antalya 4         | Terre battue        | 15 000 $ | Victoria Kan        | Irina Fetecău         | 6-2, 6-2       |
| 25 février | Mâcon             | Dur (int.)          | 25 000 $ | Myrtille Georges    | Lesley Kerkhove       | 6-3, 6-3       |
| 25 février | Osaka             | Dur                 | 25 000 $ | Ivana Jorović       | Lu Jiajing            | 6-3, 5-7, 6-2  |
| 25 février | Moscou            | Dur (int.)          | 25 000 $ | Elena Rybakina      | Ganna Poznikhirenko   | 7-5, 6-0       |
| 25 février | Nanchang 2        | Terre battue (int.) | 15 000 $ | Lu Jiaxi            | Guo Hanyu             | 7-64, 6-3      |
| 25 février | Charm el-Cheikh 6 | Dur                 | 15 000 $ | Anastasia Dețiuc    | Shalimar Talbi        | 2-6, 7-65, 6-1 |
| 25 février | Monastir 8        | Dur                 | 15 000 $ | Clara Tauson        | Arianne Hartono       | 6-2, 6-1       |
| 25 février | Antalya 5         | Terre battue        | 15 000 $ | Victoria Kan        | Camilla Scala         | 6-3, 6-2       |

### Mars
| Date    | Lieu du tournoi            | Surface      | Dotation    | Vainqueur              | Finaliste                   | Score             |
| ------- | -------------------------- | ------------ | ----------- | ---------------------- | --------------------------- | ----------------- |
| 4 mars  | Mildura                    | Gazon        | 25 000 $    | Naiktha Bains          | Kaylah McPhee               | 6-4, 65-7, 6-2    |
| 4 mars  | Yokohama                   | Dur          | 25 000 $    | Greet Minnen           | Elena-Gabriela Ruse         | 6-4, 6-1          |
| 4 mars  | Irapuato                   | Dur          | 25 000 $ +H | Astra Sharma           | Verónica Cepede Royg        | 63-7, 6-4, 6-3    |
| 4 mars  | Nanchang                   | Terre battue | 15 000 $    | Zhang Ying             | Kim Da-bin                  | 3-6, 6-2, 7-5     |
| 4 mars  | Charm el-Cheikh            | Dur          | 15 000 $    | Daria Snigur           | Oona Orpana                 | 3-6, 6-3, 6-4     |
| 4 mars  | Amiens                     | Terre battue | 15 000 $    | Rebeka Masarova        | Oona Georgeta Simion        | 6-0, 6-3          |
| 4 mars  | Tabarka                    | Terre battue | 15 000 $    | Rosa Vicens Mas        | Daria Lodikova              | 6-4, 6-4          |
| 4 mars  | Antalya                    | Terre battue | 15 000 $    | Maryna Chernysova      | Eléonora Molinaro           | 6-4, 6-4          |
| 4 mars  | Carson (Californie)        | Dur          | 15 000 $    | Elizabeth Mandlik      | Carson Branstine            | 6-2, 2-6, 6-4     |
| 11 mars | Shenzhen                   | Dur          | 60 000 $    | Clara Tauson           | Liu Fangzhou                | 6-4, 6-3          |
| 11 mars | São Paulo                  | Terre battue | 25 000 $    | Louisa Chirico         | Danka Kovinić               | 6-0, 6-2          |
| 11 mars | Nishitama                  | Dur          | 25 000 $    | Daria Lopatetska       | Gabriella Taylor            | 7-64, 2-6, 6-3    |
| 11 mars | Kazan                      | Dur (int.)   | 25 000 $ +H | Elena Rybakina         | Urszula Radwańska           | 6-2, 6-3          |
| 11 mars | Charm el-Cheikh            | Dur          | 15 000 $    | Anna Kubareva          | Cristiana Ferrando          | 7-5, 6-4          |
| 11 mars | Gonesse                    | Terre battue | 15 000 $    | Eleonora Molinaro      | Rebeka Masarova             | 6-2, 2-6, 6-4     |
| 11 mars | Cancún                     | Dur          | 15 000 $    | Lou Brouleau           | María Camila Osorio Serrano | 3-6, 6-4, 5-1 ab. |
| 11 mars | Tabarka                    | Terre battue | 15 000 $    | Malene Helgø           | Daria Lodikova              | 6-1, 3-6, 7-5     |
| 11 mars | Antalya                    | Terre battue | 15 000 $    | Viktoriia Dema         | Maryna Chernyshova          | 4-6, 6-2, 6-1     |
| 11 mars | Arcadia (Californie)       | Dur          | 15 000 $    | Hanna Chang            | Elizabeth Mandlik           | 7-5, 6-1          |
| 18 mars | Canberra 1                 | Terre battue | 25 000 $    | Destanee Aiava         | Risa Ozaki                  | 6-2, 6-2          |
| 18 mars | Curitiba                   | Terre battue | 25 000 $    | Jasmine Paolini        | Anna Bondár                 | 4-6, 6-4, 6-1     |
| 18 mars | Kōfu 1                     | Dur          | 25 000 $    | Lee Hua-chen           | Stephanie Wagner            | 64-7, 6-3, 6-4    |
| 25 mars | Croissy-Beaubourg          | Dur (int.)   | 60 000 $    | Vitalia Diatchenko     | Robin Anderson              | 6-2, 6-3          |
| 25 mars | Canberra 2                 | Terre battue | 25 000 $    | Olivia Rogowska        | Priscilla Hon               | 7-66, 6-3         |
| 25 mars | Campinas                   | Terre battue | 25 000 $    | Danka Kovinić          | Julia Grabher               | 6-2, 3-6, 6-3     |
| 25 mars | Santa Margherita di Pula 1 | Terre battue | 25 000 $    | Jil Teichmann          | Kaja Juvan                  | 7-63, 6-0         |
| 25 mars | Kōfu 2                     | Dur          | 25 000 $    | Giulia Gatto-Monticone | Lara Salden                 | 6-2, 6-1          |

### Avril
| Date      | Lieu du tournoi            | Surface      | Dotation    | Vainqueur                                                     | Finaliste                                                     | Score                                                         |
| --------- | -------------------------- | ------------ | ----------- | ------------------------------------------------------------- | ------------------------------------------------------------- | ------------------------------------------------------------- |
| 1er avril | Palm Harbor                | Terre battue | 80 000 $    | Barbora Krejčíková                                            | Nicole Gibbs                                                  | 6-0, 6-1                                                      |
| 1er avril | Bolton                     | Dur (int.)   | 25 000 $    | Vitalia Diatchenko                                            | Jodie Anna Burrage                                            | 6-2, 6-2                                                      |
| 1er avril | Santa Margherita di Pula 2 | Terre battue | 25 000 $    | Kaja Juvan                                                    | Alexandra Cadanțu                                             | 6-1, 3-0 ab.                                                  |
| 1er avril | Kashiwa                    | Dur          | 25 000 $    | Daria Snigur                                                  | Rebecca Marino                                                | 6-4, 6-2                                                      |
| 1er avril | Óbidos 1                   | Synthétique  | 25 000 $    | Maryna Zanevska                                               | Mariam Bolkvadze                                              | 7-5, 6-2                                                      |
| 1er avril | Jackson                    | Terre battue | 25 000 $    | Katarzyna Kawa                                                | Ann Li                                                        | 6-3, 6-2                                                      |
| 8 avril   | Istanbul                   | Dur          | 60 000 $    | Vitalia Diatchenko                                            | Ankita Raina                                                  | 6-4, 6-0                                                      |
| 8 avril   | Calvi                      | Dur          | 25 000 $ +H | Anastasiya Komardina                                          | Audrey Albié                                                  | 6-3, 6-2                                                      |
| 8 avril   | Sunderland                 | Dur (int.)   | 25 000 $    | Laura Ioana Paar                                              | Harriet Dart                                                  | 7-5, 4-6, 6-2                                                 |
| 8 avril   | Hong Kong 3                | Dur          | 25 000 $    | Ma Shuyue                                                     | Maddison Inglis                                               | 4-6, 6-3, 6-2                                                 |
| 8 avril   | Santa Margherita di Pula 3 | Terre battue | 25 000 $    | Tournoi non terminé en raisons des conditions météorologiques | Tournoi non terminé en raisons des conditions météorologiques | Tournoi non terminé en raisons des conditions météorologiques |
| 8 avril   | Osaka                      | Dur          | 25 000 $    | Han Na-lae                                                    | Wang Xiyu                                                     | 7-5, 3-6, 6-3                                                 |
| 8 avril   | Óbidos 2                   | Synthétique  | 25 000 $    | Mariam Bolkvadze                                              | Nuria Párrizas Díaz                                           | 6-2, 7-65                                                     |
| 8 avril   | Tunis                      | Terre battue | 25 000 $ +H | Jaqueline Cristian                                            | Daniela Seguel                                                | 6-4, 6-0                                                      |
| 8 avril   | Pelham                     | Terre battue | 25 000 $    | Barbora Krejčíková                                            | Caroline Dolehide                                             | 6-4, 6-3                                                      |
| 15 avril  | Dothan                     | Terre battue | 80 000 $    | Kristína Kučová                                               | Lauren Davis                                                  | 3-6, 7-69, 6-2                                                |
| 15 avril  | Santa Margherita di Pula 4 | Terre battue | 25 000 $    | Arantxa Rus                                                   | Daria Lopatetska                                              | 62-7, 6-3, 6-1                                                |
| 15 avril  | Guayaquil                  | Terre battue | 15 000 $    | Fernanda Brito                                                | Lizarazo Yuliana                                              | 7-64, 4-6, 7-5                                                |
| 22 avril  | Charlottesville            | Terre battue | 80 000 $    | Whitney Osuigwe                                               | Madison Brengle                                               | 6-4, 1-6, 6-3                                                 |
| 22 avril  | Santa Margherita di Pula 5 | Terre battue | 25 000 $    | Arantxa Rus                                                   | Elizabeth Halbauer                                            | 6-2, 66-7, 6-1                                                |
| 22 avril  | Chiasso                    | Terre battue | 25 000 $    | Varvara Gracheva                                              | Jaqueline Cristian                                            | 6-4, 6-2                                                      |
| 22 avril  | Osprey                     | Terre battue | 25 000 $    | Ann Li                                                        | Usue Maitane Arconada                                         | 6-3, 7-5                                                      |
| 22 avril  | Andijan                    | Dur          | 25 000 $    | Kamilla Rakhimova                                             | Pranjala Yadlapalli                                           | 0-6, 6-1, 6-3                                                 |
| 29 avril  | Charleston                 | Terre battue | 100 000 $   | Taylor Townsend                                               | Whitney Osuigwe                                               | 6-4, 6-4                                                      |
| 29 avril  | Gifu                       | Dur          | 80 000 $    | Zarina Diyas                                                  | Liang En-shuo                                                 | 6-0, 6-2                                                      |
| 29 avril  | Wiesbaden                  | Terre battue | 60 000 $    | Barbora Krejčíková                                            | Katarina Zavatska                                             | 6-4, 7-62                                                     |
| 29 avril  | Les Franqueses del Vallès  | Dur          | 60 000 $    | Katy Dunne                                                    | Paula Badosa Gibert                                           | 7-5, 6-3                                                      |
| 29 avril  | Santa Margherita di Pula 6 | Terre battue | 25 000 $    | Mirjam Björklund                                              | Gabriela Cé                                                   | 6-3, 7-63                                                     |
| 29 avril  | Khimki                     | Dur (int.)   | 25 000 $    | Sofya Lansere                                                 | Dea Herdželaš                                                 | 6-1, 4-6, 6-3                                                 |
| 29 avril  | Namangan                   | Dur          | 25 000 $    | Valeria Savinykh                                              | Eudice Chong                                                  | 6-0, 4-6, 7-5                                                 |

### Mai
| Date   | Lieu du tournoi            | Surface      | Dotation    | Vainqueur           | Finaliste                   | Score         |
| ------ | -------------------------- | ------------ | ----------- | ------------------- | --------------------------- | ------------- |
| 6 mai  | Bonita Springs             | Terre battue | 100 000 $   | Lauren Davis        | Ann Li                      | 7-5, 7-5      |
| 6 mai  | Cagnes-sur-Mer             | Terre battue | 80 000 $    | Christina McHale    | Stefanie Vögele             | 7-64, 6-2     |
| 6 mai  | Lu'an                      | Dur          | 60 000 $    | Han Xinyun          | Duan Ying-Ying              | 4-6, 6-2, 6-2 |
| 6 mai  | Fukuoka                    | Synthétique  | 60 000 $    | Heather Watson      | Zarina Diyas                | 7-61, 7-64    |
| 6 mai  | Rome                       | Terre battue | 25 000 $    | Daniela Seguel      | Gabriela Cé                 | 6-1, 7-5      |
| 6 mai  | Óbidos 3                   | Synthétique  | 25 000 $    | Pemra Özgen         | Urszula Radwańska           | 7-5, 3-0 ab.  |
| 6 mai  | Monzón                     | Dur          | 25 000 $    | Nadia Podoroska     | Cristina Bucșa              | 6-2, 4-6, 6-2 |
| 6 mai  | Tučepi                     | Terre battue | 15 000 $    | Johana Marková      | Veronika Erjavec            | 6-4, 6-1      |
| 6 mai  | Héraklion                  | Terre battue | 15 000 $    | Draginja Vuković    | Vanda Lukács                | 6-2, 2-0 ab.  |
| 6 mai  | Cancún                     | Dur          | 15 000 $    | Marcela Zacarías    | María José Portillo Ramírez | 6-3, 6-1      |
| 6 mai  | Göteborg                   | Terre battue | 15 000 $    | Aneta Laboutková    | Caijsa Wilda Hennemann      | 2-6, 7-6, 6-3 |
| 6 mai  | Tabarka                    | Terre battue | 15 000 $    | Eva Vedder          | Ani Vangelova               | 6-1, 6-4      |
| 6 mai  | Antalya                    | Terre battue | 15 000 $    | Eléonora Molinaro   | Zeynep Sönmez               | 7-5, 6-4      |
| 6 mai  | Williamsburg (Virginie)    | Terre battue | 15 000 $    | Natasha Subash      | Nina Stadler                | 6-2, 6-3      |
| 13 mai | Trnava 3                   | Terre battue | 100 000 $   | Bernarda Pera       | Anna Blinkova               | 7-5, 7-5      |
| 13 mai | La Bisbal d'Empordà        | Terre battue | 60 000 $ +H | Wang Xiyu           | Dalma Gálfi                 | 4-6, 6-3, 6-2 |
| 13 mai | Saint-Gaudens              | Terre battue | 60 000 $    | Anna Kalinskaya     | Ana Bogdan                  | 6-3, 6-4      |
| 13 mai | Kurume                     | Synthétique  | 60 000 $    | Rebecca Marino      | Yuki Naito                  | 6-4, 7-60     |
| 13 mai | Wuhan                      | Dur          | 25 000 $    | Yuan Yue            | Akiko Omae                  | 6-3, 7-66     |
| 13 mai | Changwon                   | Dur          | 25 000 $    | Chanel Simmonds     | Lee Ya-hsuan                | 6-3, 7-5      |
| 13 mai | Óbidos 4                   | Synthétique  | 25 000 $    | Deniz Khazaniuk     | Nuria Párrizas Díaz         | 6-1, 2-6, 6-1 |
| 13 mai | Singapour 3                | Dur          | 25 000 $    | Abigail Tere-Apisah | Valeria Savinykh            | 6-3, 6-2      |
| 20 mai | Jérusalem                  | Dur          | 25 000 $    | Jodie Anna Burrage  | Daniela Vismane             | 2-6, 6-2, 6-3 |
| 20 mai | Caserta                    | Terre battue | 25 000 $    | Varvara Gracheva    | Anna Danilina               | 6-3, 7-5      |
| 20 mai | Karuizawa                  | Synthétique  | 25 000 $    | Jovana Jakšić       | Momoko Kobori               | 6-1, 4-6, 7-5 |
| 20 mai | Goyang                     | Dur          | 25 000 $    | Natalija Kostić     | Maia Lumsden                | 6-3, 6-2      |
| 20 mai | Singapour 4                | Dur          | 25 000 $    | Nudnida Luangnam    | Aldila Sutjiadi             | 6-3, 6-2      |
| 20 mai | Nonthaburi 1               | Dur          | 25 000 $    | Maddison Inglis     | Peangtarn Plipuech          | 6-0, 6-2      |
| 27 mai | Luzhou                     | Dur          | 25 000 $    | Guo Hanyu           | Xun Fangying                | 6-2, 6-1      |
| 27 mai | Essen                      | Terre battue | 25 000 $    | Tereza Martincová   | Paula Badosa Gibert         | 6-2, 7-64     |
| 27 mai | Hong Kong                  | Dur          | 25 000 $    | Erina Hayashi       | Lu Jiajing                  | 6-3, 3-0 ab.  |
| 27 mai | Grado                      | Terre battue | 25 000 $    | Rebecca Šramková    | Jaqueline Cristian          | 7-63, 3-1 ab. |
| 27 mai | Incheon                    | Dur          | 25 000 $    | Han Na-lae          | Anastasia Gasanova          | 6-3, 6-0      |
| 27 mai | Santa Margarida de Montbui | Dur          | 25 000 $    | Elitsa Kostova      | Arina Rodionova             | 7-5, 6-3      |
| 27 mai | Nonthaburi 2               | Dur          | 25 000 $    | İpek Soylu          | Yuan Yue                    | 7-61, 6-1     |

### Juin
| Date    | Lieu du tournoi | Surface      | Dotation    | Vainqueur               | Finaliste                | Score           |
| ------- | --------------- | ------------ | ----------- | ----------------------- | ------------------------ | --------------- |
| 3 juin  | Surbiton        | Gazon        | 100 000 $   | Alison Riske            | Magdaléna Rybáriková     | 65-7, 6-2, 6-2  |
| 3 juin  | Toruń           | Terre battue | 60 000 $ +H | Rebecca Šramková        | Marta Kostyuk            | 6-1, 6-2        |
| 3 juin  | Brescia         | Terre battue | 60 000 $    | Jasmine Paolini         | Diāna Marcinkeviča       | 6-2, 6-1        |
| 3 juin  | Minsk           | Terre battue | 25 000 $    | Francesca Jones         | Stephanie Wagner         | 6-3, 1-6, 6-2   |
| 3 juin  | Shenzhen 2      | Dur          | 25 000 $    | Wang Xinyu              | Xun Fangying             | 6-1, 6-0        |
| 3 juin  | Daegu           | Dur          | 25 000 $    | Han Na-lae              | Haruna Arakawa           | 6-1, 6-2        |
| 3 juin  | Bethany Beach   | Terre battue | 25 000 $    | Usue Maitane Arconada   | Natasha Subhash          | 6-1, 6-1        |
| 3 juin  | Ferghana        | Dur          | 25 000 $    | Kamilla Rakhimova       | Valeriya Yushchenko      | 6-1, 7-5        |
| 10 juin | Manchester      | Gazon        | 100 000 $   | Magda Linette           | Zarina Diyas             | 7-61, 2-6, 6-3  |
| 10 juin | Rome            | Terre battue | 60 000 $ +H | Sara Errani             | Barbara Haas             | 6-1, 6-4        |
| 10 juin | Barcelone       | Terre battue | 60 000 $    | Allie Kiick             | Çağla Büyükakçay         | 7-63, 3-6, 6-1  |
| 10 juin | Minsk 2         | Terre battue | 25 000 $    | Francesca Jones         | Jaqueline Cristian       | 7-66, 4-6, 6-1  |
| 10 juin | Hengyang        | Dur          | 25 000 $    | Wang Xinyu              | Sun Ziyue                | 6-3, 6-4        |
| 10 juin | Přerov          | Terre battue | 25 000 $    | Anhelina Kalinina       | Elitsa Kostova           | 6-1, 4-6, 6-1   |
| 10 juin | Acre            | Dur          | 25 000 $    | Susan Bandecchi         | Julia Glushko            | 6-4, 6-2        |
| 10 juin | Sumter          | Dur          | 25 000 $    | Hailey Baptiste         | Victoria Duval           | 6-2, 7-5        |
| 17 juin | Ilkley          | Gazon        | 100 000 $   | Monica Niculescu        | Tímea Babos              | 6-2, 4-6, 6-3   |
| 17 juin | Staré Splavy    | Terre battue | 60 000 $ +H | Barbora Krejčíková      | Denisa Allertová         | 6-2, 6-3        |
| 17 juin | Montpellier     | Terre battue | 25 000 $ +H | Varvara Gracheva        | Elizabeth Halbauer       | 6-4, 6-2        |
| 17 juin | Figueira da Foz | Dur          | 25 000 $ +H | İpek Soylu              | Katherine Sebov          | 62-7, 7-65, 6-3 |
| 17 juin | Jakarta         | Dur          | 25 000 $    | Risa Ozaki              | Arianne Hartono          | 6-4, 6-1        |
| 17 juin | Padoue          | Terre battue | 25 000 $    | Martina Caregaro        | Paula Cristina Gonçalves | 6-4, 6-4        |
| 17 juin | Madrid          | Dur          | 25 000 $    | Mayar Sherif            | Eva Guerrero Álvarez     | 6-2, 6-3        |
| 17 juin | Ystad           | Terre battue | 25 000 $    | Danka Kovinić           | Richèl Hogenkamp         | 2-6, 6-3, 6-3   |
| 17 juin | Klosters        | Terre battue | 25 000 $    | Julia Grabher           | Nathaly Kurata           | 6-1, 6-3        |
| 17 juin | Denver          | Dur          | 25 000 $    | Usue Maitane Arconada   | Alexa Glatch             | 6-4, 2-6, 6-3   |
| 24 juin | Naiman          | Dur          | 25 000 $    | You Xiaodi              | Gao Xinyu                | 6-3, 6-3        |
| 24 juin | Périgueux       | Terre battue | 25 000 $    | Tessah Andrianjafitrimo | Alice Ramé               | 65-7, 6-2, 6-2  |
| 24 juin | Darmstadt       | Terre battue | 25 000 $    | Olga Govortsova         | Clara Tauson             | 6-1, 7-63       |
| 24 juin | Tarvisio        | Terre battue | 25 000 $    | Bianca Turati           | Paula Cristina Gonçalves | 6-3, 6-1        |
| 24 juin | Budapest        | Terre battue | 15 000 $    | Vanda Lukacs            | Chantal Škamlová         | 6-3, 2-6, 6-3   |
| 24 juin | Jakarta         | Dur          | 15 000 $    | Arianne Hartono         | Rifanty Kahfiani         | 6-2, 6-3        |

### Juillet
| Date        | Lieu du tournoi         | Surface      | Dotation    | Vainqueur              | Finaliste               | Score          |
| ----------- | ----------------------- | ------------ | ----------- | ---------------------- | ----------------------- | -------------- |
| 1er juillet | Tianjin                 | Dur          | 25 000 $    | Wang Xinyu             | Jovana Jakšić           | 6-4, 6-2       |
| 1er juillet | Denain                  | Terre battue | 25 000 $    | Eléonora Molinaro      | Katharina Hobgarski     | 6-4, 1-6, 6-3  |
| 1er juillet | Stuttgart               | Terre battue | 25 000 $    | Georgia Crăciun        | Olga Govortsova         | 6-2, 6-3       |
| 1er juillet | Biella                  | Terre battue | 25 000 $    | Katarina Zavastka      | Mayar Sherif            | 6-1, 6-3       |
| 1er juillet | La Haye                 | Terre battue | 25 000 $    | Arantxa Rus            | Valentina Ivakhnenko    | 6-2, 6-2       |
| 1er juillet | Corroios                | Dur          | 25 000 $    | Pemra Özgen            | Océane Dodin            | 3-6, 6-4, 6-3  |
| 1er juillet | Cancún                  | Dur          | 15 000 $    | Ingrid Gamarra Martins | Thaisa Grana Pedretti   | 7-6, 7-6       |
| 1er juillet | Prokuplje               | Terre battue | 15 000 $    | Seone Mendez           | Ana Lantigua de la Nuez | 6-2, 6-3       |
| 1er juillet | Hua Hin                 | Dur          | 15 000 $    | Lou Brouleau           | Bunyami Tamchaiwat      | 6-2, 6-3       |
| 1er juillet | Tabarka                 | Terre battue | 15 000 $    | Anna Turati            | Yvonne Neuwirth         | 6-4, 7-6       |
| 8 juillet   | Contrexéville           | Terre battue | 100 000 $   | Katarina Zavatska      | Ulrikke Eikeri          | 6-4, 6-4       |
| 8 juillet   | Versmold                | Terre battue | 60 000 $    | Nina Stojanović        | Katharina Hobgarski     | 6-0, 7-5       |
| 8 juillet   | Honolulu                | Dur          | 60 000 $    | Usue Maitane Arconada  | Nicole Gibbs            | 6-0, 6-2       |
| 8 juillet   | Saskatoon               | Dur          | 25 000 $    | Katherine Sebov        | Maddison Inglis         | 6-4, 2-6, 6-4  |
| 8 juillet   | Ulaan Chab              | Dur          | 25 000 $    | Lu Jiajing             | Yuan Yue                | 69-7, 6-3, 6-3 |
| 8 juillet   | Turin                   | Terre battue | 25 000 $    | Yuki Naito             | Elisabetta Cocciaretto  | 6-3, 6-4       |
| 8 juillet   | Getxo                   | Terre battue | 25 000 $    | Despina Papamichail    | Sandra Samir            | 6-2, 6-4       |
| 8 juillet   | Cancún 2                | Dur          | 15 000 $    | Adriana Reami          | Linnéa Malmqvist        | 6-3, 6-2       |
| 8 juillet   | Lima                    | Terre battue | 15 000 $    | Catalina Pella         | Lara Escauriza          | 4-6, 6-3, 6-4  |
| 8 juillet   | Bucarest                | Terre battue | 15 000 $    | Georgia Crăciun        | Laura Schaeder          | 7-5, 6-2       |
| 8 juillet   | Prokuplje 2             | Dur          | 15 000 $    | Seone Mendez           | Darya Astakhova         | 6-4, 6-1       |
| 8 juillet   | Hua Hin 2               | Dur          | 15 000 $    | Lou Brouleau           | Himari Sato             | 6-4, 6-3       |
| 8 juillet   | Tabarka 2               | Terre battue | 15 000 $    | Yuliana Lizarazo       | Louise Brunskog         | 6-3, 6-0       |
| 15 juillet  | Biarritz                | Terre battue | 80 000 $    | Viktoriya Tomova       | Danka Kovinić           | 6-2, 5-7, 7-5  |
| 15 juillet  | Noursoultan             | Dur          | 80 000 $    | Marie Bouzková         | Natalija Kostić         | 6-3, 6-3       |
| 15 juillet  | Berkeley                | Dur          | 60 000 $    | Madison Brengle        | Mayo Hibi               | 7-5, 6-4       |
| 15 juillet  | Gatineau                | Dur          | 25 000 $    | Leylah Annie Fernandez | Carson Branstine        | 3-6, 6-1, 6-2  |
| 15 juillet  | Qujing                  | Dur          | 25 000 $    | Aleksandrina Naydenova | Yidi Yang               | 7-5, 6-3       |
| 15 juillet  | Olomouc                 | Terre battue | 25 000 $    | Jesika Malečková       | İpek Soylu              | 6-3, 6-4       |
| 15 juillet  | Aschaffenbourg          | Terre battue | 25 000 $    | Despina Papamichail    | Jule Niemeier           | 6-2, 5-7, 6-2  |
| 15 juillet  | Baja                    | Terre battue | 25 000 $    | Réka Luca Jani         | Mayar Sherif            | 6-3, 2-6, 6-2  |
| 15 juillet  | Imola                   | Synthétique  | 25 000 $    | Stefania Rubini        | Claudia Giovine         | 6-3, 6-3       |
| 15 juillet  | Palmela                 | Dur          | 25 000 $    | Guiomar Maristany      | Eva Guerrero Álvarez    | 6-3, 7-5       |
| 22 juillet  | Granby                  | Dur          | 80 000 $    | Lizette Cabrera        | Leylah Annie Fernandez  | 6-1, 6-4       |
| 22 juillet  | Prague                  | Terre battue | 60 000 $    | Tamara Korpatsch       | Denisa Allertová        | 7-5, 6-3       |
| 22 juillet  | Ashland                 | Dur          | 60 000 $    | Ellen Perez            | Zoe Hives               | 6-2, 3-2 ab.   |
| 22 juillet  | Horb am Neckar          | Terre battue | 25 000 $    | Lea Bošković           | Simona Waltert          | 6-4, 0-6, 6-1  |
| 22 juillet  | Vitoria-Gasteiz         | Dur          | 25 000 $    | Cristina Bucșa         | Shalimar Talbi          | 6-0, 6-4       |
| 22 juillet  | Bytom                   | Terre battue | 25 000 $    | Maja Chwalińska        | Nina Potočnik           | 6-3, 6-4       |
| 22 juillet  | Porto                   | Dur          | 25 000 $    | Eva Guerrero Álvarez   | Myrtille Georges        | 6-4, 64-7, 6-3 |
| 22 juillet  | Moscou                  | Dur          | 25 000 $    | Victoria Kan           | Vlada Koval             | 6-1, 7-62      |
| 22 juillet  | Evansville              | Dur          | 25 000 $    | Grace Min              | Deniz Khazaniuk         | 7-67, 4-6, 7-5 |
| 22 juillet  | Nonthaburi              | Dur          | 25 000 $    | Jang Su-jeong          | Xun Fangying            | 6-1, 2-6, 6-4  |
| 22 juillet  | Tampere                 | Dur (int.)   | 15 000 $    | Anastasia Kulikova     | Victoria Kalaitzis      | 6-4, 62-7, 6-3 |
| 22 juillet  | Les Contamines-Montjoie | Dur          | 15 000 $    | Joanne Züger           | Célia-Belle Mohr        | 7-62, 6-0      |
| 29 juillet  | Lexington               | Dur          | 60 000 $    | Kim Da-bin             | Ann Li                  | 6-1, 6-3       |
| 29 juillet  | Bad Saulgau             | Terre battue | 25 000 $ +H | Sara Sorribes Tormo    | Katharina Gerlach       | 7-64, 6-1      |
| 29 juillet  | El Espinar              | Dur          | 25 000 $    | Arantxa Rus            | Julia Terziyska         | 6-4, 6-1       |
| 29 juillet  | Woking                  | Dur          | 25 000 $    | Lesley Kerkhove        | Pemra Özgen             | 7-66, 6-2      |
| 29 juillet  | Sezze                   | Terre battue | 25 000 $    | Stefania Rubini        | Anna Danilina           | 6-4, 6-1       |
| 29 juillet  | Grodzisk Mazowiecki     | Terre battue | 25 000 $    | Maja Chwalińska        | Dejana Radanović        | 7-65, 6-4      |
| 29 juillet  | Taipei                  | Dur          | 25 000 $    | Valeria Savinykh       | Risa Ushijima           | 7-5, 6-2       |
| 29 juillet  | Nonthaburi 2            | Dur          | 25 000 $    | Yuki Naito             | Wang Xinyu              | 2-6, 7-64, 6-3 |
| 29 juillet  | Fort Worth              | Dur          | 25 000 $    | Catherine Harrison     | Chanelle Van Nguyen     | 6-4, 6-0       |

### Août
| Date    | Lieu du tournoi  | Surface      | Dotation    | Vainqueur                   | Finaliste            | Score          |
| ------- | ---------------- | ------------ | ----------- | --------------------------- | -------------------- | -------------- |
| 5 août  | Hechingen        | Terre battue | 60 000 $    | Barbara Haas                | Olga Danilović       | 6-2, 6-1       |
| 5 août  | Varsovie         | Terre battue | 60 000 $    | Maja Chwalińska             | Anastasiya Komardina | 6-3, 6-0       |
| 5 août  | Landisville      | Dur          | 60 000 $    | Madison Brengle             | Zhu Lin              | 6-4, 7-5       |
| 5 août  | Las Palmas       | Terre battue | 25 000 $ +H | Mayar Sherif                | Leonie Küng          | 6-1, 6-0       |
| 5 août  | Coxyde           | Terre battue | 25 000 $    | Richèl Hogenkamp            | Océane Dodin         | 4-6, 6-1, 6-4  |
| 5 août  | Cordenons        | Terre battue | 25 000 $    | Arantxa Rus                 | Nika Radišič         | 4-6, 6-4, 6-1  |
| 5 août  | Chiswick         | Dur          | 25 000 $    | Samantha Murray             | Lesley Kerkhove      | 6-4, 6-4       |
| 12 août | Vancouver        | Dur          | 100 000 $   | Heather Watson              | Sara Sorribes Tormo  | 7-5, 6-4       |
| 12 août | Concord          | Dur          | 60 000 $    | Caroline Dolehide           | Ann Li               | 6-3, 7-5       |
| 12 août | Leipzig          | Terre battue | 25 000 $ +H | Jule Niemeier               | Katharina Gerlach    | 6-3, 6-3       |
| 12 août | Las Palmas 2     | Terre battue | 25 000 $ +H | Nuria Párrizas Díaz         | Çağla Büyükakçay     | 7-5, 3-6, 7-6  |
| 12 août | Monts Huang      | Dur          | 25 000 $    | Lee Ya-hsuan                | Zuzana Zlochová      | 6-3, 6-0       |
| 12 août | Guayaquil 2      | Terre battue | 25 000 $    | María Camila Osorio Serrano | Katerina Stewart     | 7-5, 7-6       |
| 19 août | Brunswick        | Terre battue | 25 000 $    | Çağla Büyükakçay            | Katharina Gerlach    | 6-4, 6-2       |
| 19 août | Guiyang          | Dur          | 25 000 $    | Alexandrina Naydenova       | Jang Su-jeong        | 6-4, 6-2       |
| 19 août | Guayaquil 3      | Terre battue | 25 000 $    | María Camila Osorio Serrano | Katerina Stewart     | 7-5, 6-3       |
| 19 août | Tsukuba          | Dur          | 25 000 $    | Akiko Omae                  | Haruka Kaji          | 0-6, 7-65, 6-3 |
| 19 août | Wanfercée-Baulet | Terre battue | 15 000 $    | Andreea Mitu                | Sinja Kraus          | 6-4, 6-3       |
| 26 août | Jinan            | Dur          | 60 000 $    | You Xiaodi                  | Kayla McPhee         | 6-3, 7-6       |
| 26 août | Bagnatica        | Terre battue | 25 000 $ +H | Tamara Korpatsch            | Martina Caregaro     | 6-1, 6-2       |
| 26 août | Penza            | Dur          | 25 000 $ +H | Vitalia Diatchenko          | Kamilla Rakhimova    | 6-4, 6-1       |
| 26 août | Vienne           | Terre battue | 25 000 $    | Tena Lukas                  | Miriam Bulgaru       | 5-7, 6-4, 6-3  |
| 26 août | Prague 2         | Terre battue | 25 000 $    | Barbara Haas                | Julyette Steur       | 7-5, 4-6, 6-0  |
| 26 août | Kiryat Shmona    | Dur          | 25 000 $    | Daria Snigur                | Maia Lumsden         | 6-1, 6-4       |
| 26 août | Nanao            | Synthétique  | 25 000 $    | Junri Namigata              | Ayano Shimizu        | 7-6, 4-6, 6-2  |
| 26 août | Almaty           | Dur          | 25 000 $    | Akgul Amanmuradova          | Valeriya Yushchenko  | 6-4, 6-2       |
| 26 août | Verbier          | Terre battue | 25 000 $    | Indy de Vroome              | Diāna Marcinkeviča   | 3-6, 6-3, 7-62 |

### Septembre
| Date         | Lieu du tournoi             | Surface      | Dotation    | Vainqueur              | Finaliste                 | Score          |
| ------------ | --------------------------- | ------------ | ----------- | ---------------------- | ------------------------- | -------------- |
| 2 septembre  | Zagreb                      | Terre battue | 60 000 $ +H | Maryna Chernysova      | Réka Luca Jani            | 6-1, 6-4       |
| 2 septembre  | Changsha                    | Terre battue | 60 000 $    | Nina Stojanović        | Alexandrina Naydenova     | 6-1, 6-1       |
| 2 septembre  | Montreux                    | Terre battue | 60 000 $    | Olga Danilović         | Julia Grabher             | 6-2, 6-3       |
| 2 septembre  | Prague 3                    | Terre battue | 25 000 $    | Jesika Malečková       | Cindy Burger              |                |
| 2 septembre  | Marbella                    | Terre battue | 25 000 $    | Arantxa Rus            | Marina Bassols Ribera     | 6-2, 6-2       |
| 2 septembre  | Trieste                     | Terre battue | 25 000 $    | Elisabetta Cocciaretto | Susan Bandecchi           | 6-3, 6-1       |
| 2 septembre  | Kyoto                       | Dur (int.)   | 25 000 $    | Lee Ya-hsuan           | Haruka Kaji               | 6-3, 6-4       |
| 9 septembre  | Meitar                      | Dur          | 60 000 $    | Clara Tauson           | Katharina Hobgarski       | 4-6, 6-3, 6-1  |
| 9 septembre  | Sankt Pölten                | Terre battue | 25 000 $    | Paula Ormaechea        | Réka Luca Jani            | 2-6, 6-3, 6-3  |
| 9 septembre  | Frýdek-Místek               | Terre battue | 25 000 $    | Ekaterine Gorgodze     | Katharina Gerlach         | 6-1, 7-66      |
| 9 septembre  | Santa Margherita di Pula 7  | Terre battue | 25 000 $    | Arantxa Rus            | Elisabetta Cocciaretto    | 6-3, 65-7, 6-4 |
| 9 septembre  | Redding                     | Dur          | 25 000 $    | Gabriela Talabă        | Alycia Parks              | 6-1, 6-1       |
| 16 septembre | Saint-Malo                  | Terre battue | 60 000 $ +H | Varvara Gracheva       | Marta Kostyuk             | 6-3, 6-2       |
| 16 septembre | Cairns                      | Dur          | 25 000 $    | Asia Muhammad          | Zuzana Zlochová           | 6-2, 6-2       |
| 16 septembre | Roehampton 1                | Dur          | 25 000 $    | Nuria Párrizas Díaz    | Anna-Lena Friedsam        | 6-2, 5-7, 7-5  |
| 16 septembre | Santa Margherita di Pula 8  | Terre battue | 25 000 $    | Martina Trevisan       | Seone Mendez              | 6-4, 5-7, 7-5  |
| 16 septembre | Podgorica                   | Terre battue | 25 000 $    | Tena Lukas             | Marina Melnikova          | 6-4, 7-5       |
| 16 septembre | Arad                        | Terre battue | 25 000 $    | Andreea Mitu           | Irene Burillo Escorihuela | 65-7, 6-4, 6-4 |
| 23 septembre | Valence                     | Terre battue | 60 000 $ +H | Varvara Gracheva       | Tamara Korpatsch          | 3-6, 6-2, 6-0  |
| 23 septembre | Darwin                      | Dur          | 60 000 $    | Lizette Cabrera        | Abbie Myers               | 6-4, 4-6, 6-2  |
| 23 septembre | Caldas da Rainha            | Dur          | 60 000 $    | Isabella Shiniakova    | Natalija Kostić           | 6-3, 2-0 ab.   |
| 23 septembre | Templeton                   | Dur          | 60 000 $    | Shelby Rogers          | Coco Vandeweghe           | 4-6, 6-2, 6-3  |
| 23 septembre | Brno                        | Terre battue | 25 000 $    | Eléonora Molinaro      | Federica Di Sarra         | 6-4, 6-3       |
| 23 septembre | Clermont-Ferrand            | Dur (int.)   | 25 000 $    | Urszula Radwańska      | Lara Salden               | 62-7, 6-3, 6-1 |
| 23 septembre | Santa Margherita di Pula 9  | Terre battue | 25 000 $    | Yuki Naito             | Tessah Andrianjafitrimo   | 3-6, 7-5, 6-2  |
| 23 septembre | Roehampton 2                | Dur (int.)   | 25 000 $    | Anna-Lena Friedsam     | Indy de Vroome            | 6-3, 6-3       |
| 23 septembre | Kaposvár                    | Terre battue | 25 000 $    | Dejana Radanović       | Veronika Erjavec          | 6-2, 6-3       |
| 30 septembre | Charleston                  | Terre battue | 60 000 $    | Caroline Dolehide      | Grace Min                 | 6-2, 65-7, 6-0 |
| 30 septembre | Brisbane                    | Dur          | 25 000 $    | Asia Muhammad          | Maddison Inglis           | 6-3, 3-6, 6-3  |
| 30 septembre | Santa Margherita di Pula 10 | Terre battue | 25 000 $    | Tena Lukas             | Teliana Pereira           | 6-4, 6-3       |
| 30 septembre | Andrézieux-Bouthéon         | Dur (int.)   | 15 000 $    | Xenia Knoll            | Manon Léonard             | 6-0, 7-5       |

### Octobre
| Date       | Lieu du tournoi | Surface             | Dotation  | Vainqueur              | Finaliste          | Score            |
| ---------- | --------------- | ------------------- | --------- | ---------------------- | ------------------ | ---------------- |
| 14 octobre | Suzhou          | Dur                 | 100 000 $ | Peng Shuai             | Zhu Lin            | 6-2, 3-6, 6-2    |
| 14 octobre | Székesfehérvár  | Terre battue (int.) | 60 000 $  | Nicoleta Dascălu       | Irina Maria Bara   | 7-5, 6-2         |
| 21 octobre | Székesfehérvár  | Terre battue (int.) | 100 000 $ | Danka Kovinić          | Irina-Camelia Begu | 6-4, 3-6, 6-3    |
| 21 octobre | Poitiers        | Dur (int.)          | 80 000 $  | Nina Stojanović        | Liudmila Samsonova | 6-2, 7-62        |
| 21 octobre | Macon           | Dur                 | 80 000 $  | Katerina Stewart       | Shelby Rogers      | 62-7, 6-3, 6-2   |
| 21 octobre | Bendigo         | Dur                 | 60 000 $  | Lizette Cabrera        | Maddison Inglis    | 6-2, 6-3         |
| 21 octobre | Saguenay        | Dur (int.)          | 60 000 $  | Indy de Vroome         | Robin Anderson     | 3-6, 6-4, 7-5    |
| 28 octobre | Tyler           | Dur                 | 80 000 $  | Mandy Minella          | Alexa Glatch       | 6-4, 6-4         |
| 28 octobre | Playford        | Dur                 | 60 000 $  | Storm Sanders          | Lizette Cabrera    | 6-3, 6-4         |
| 28 octobre | Toronto         | Dur (int.)          | 60 000 $  | Francesca Di Lorenzo   | Kirsten Flipkens   | 7-63, 6-4        |
| 28 octobre | Liuzhou         | Dur                 | 60 000 $  | Zhu Lin                | Arina Rodionova    | 2-6, 6-0, 6-1    |
| 28 octobre | Nantes          | Dur (int.)          | 60 000 $  | Cristina Bucșa         | Tamara Korpatsch   | 6-2, 611-7, 7-66 |
| 28 octobre | Asuncion        | Terre battue        | 60 000 $  | Elisabetta Cocciaretto | Sara Errani        | 6-1, 4-6, 6-0    |
| 28 octobre | Pétange         | Dur (int.)          | 25 000 $  | Arantxa Rus            | Laura Ioana Paar   | 6-3, 3-6, 6-3    |

### Novembre
| Date        | Lieu du tournoi | Surface      | Dotation  | Vainqueur              | Finaliste            | Score          |
| ----------- | --------------- | ------------ | --------- | ---------------------- | -------------------- | -------------- |
| 4 novembre  | Shenzhen        | Dur          | 100 000 $ | Zhu Lin                | Peng Shuai           | 6-3, 1-3 ab.   |
| 4 novembre  | Colina          | Terre battue | 60 000 $  | Elisabetta Cocciaretto | Victoria Bosio       | 6-3, 6-4       |
| 4 novembre  | Las Vegas       | Dur          | 60 000 $  | Mayo Hibi              | Anhelina Kalinina    | 6-2, 5-7, 6-2  |
| 4 novembre  | Saint-Étienne   | Dur (int.)   | 25 000 $  | Ana Bogdan             | Océane Dodin         | Forfait        |
| 4 novembre  | Hua Hin 1       | Dur          | 25 000 $  | Lesley P. Kerkhove     | Eudice Chong         | 7-65, 5-7, 7-5 |
| 4 novembre  | Malibu          | Dur          | 25 000 $  | Bianca Turati          | Katie Volynets       | 4-6, 6-4, 6-4  |
| 11 novembre | Ariake (Tokyo)  | Dur          | 100 000 $ | Zhang Shuai            | Jasmine Paolini      | 6-3, 7-5       |
| 11 novembre | Minsk           | Dur (int.)   | 25 000 $  | Anastasia Zakharova    | Marina Melnikova     | 6-4, 6-3       |
| 11 novembre | Gwalior         | Dur          | 25 000 $  | Lu Jiajing             | Sofia Shapatava      | 7-5, 6-2       |
| 11 novembre | Hua Hin 2       | Dur          | 25 000 $  | Lesley P. Kerkhove     | Hurricane Tyra Black | 6-3, 6-4       |
| 11 novembre | Orlando         | Terre battue | 25 000 $  | Arantxa Rus            | Irina Fetecău        | 6-3, 6-2       |
| 18 novembre | Bhopal          | Dur          | 25 000 $  | Chihiro Muramatsu      | Karman Thandi        | 6-1, 3-1 ab.   |
| 18 novembre | Solarino 1      | Synthétique  | 25 000 $  | Giulia Gatto-Monticone | Jana Fett            | 2-6, 6-3, 7-5  |
| 18 novembre | Naples          | Terre battue | 25 000 $  | Seone Mendez           | Panna Udvardy        | 6-3, 6-4       |
| 18 novembre | Tucson          | Dur          | 25 000 $  | Hailey Baptiste        | Marcela Zacarías     | 4-6, 6-4, 6-3  |
| 25 novembre | Solarino 2      | Synthétique  | 25 000 $  | Indy de Vroome         | Urszula Radwańska    | 6-1, 6-2       |

### Décembre
| Date        | Lieu du tournoi | Surface | Dotation  | Vainqueur     | Finaliste     | Score          |
| ----------- | --------------- | ------- | --------- | ------------- | ------------- | -------------- |
| 2 décembre  | Solapur         | Dur     | 25 000 $  | Ankita Raina  | Naiktha Bains | 6-3, 6-3       |
| 9 décembre  | Dubaï           | Dur     | 100 000 $ | Ana Bogdan    | Daria Snigur  | 6-1, 6-2       |
| 9 décembre  | Pune            | Dur     | 25 000 $  | Emma Raducanu | Naiktha Bains | 3-6, 6-1, 6-4  |
| 16 décembre | Navi Mumbai     | Dur     | 25 000 $  | Barbara Haas  | Jeong Su-nam  | 4-6, 6-2, 7-62 |
| 30 décembre | Hong Kong       | Dur     | 25 000 $  | Zarina Diyas  | Zhu Lin       | 6-4, 7-5       |